# 海戦
海戦（かいせん、英: Naval battle, Naval warfare）は、狭義には艦艇同士の海上戦闘をいうが、広義には航空機、ミサイルなどを用いて海上で行われる戦闘の総称をいう。
武力紛争は、それが展開される地域の区分に従って、陸上は陸戦、海上は海戦、空中は空戦とされ、国際法はおおむねこの区分に従って規定されている。火薬や大砲の発達、汽走軍艦の出現、潜水艦、航空機、レーダー、ミサイルなどの新技術が登場するごとに、海戦の様相は大きく変化し、新しい戦略戦術が生まれている。

## 形態

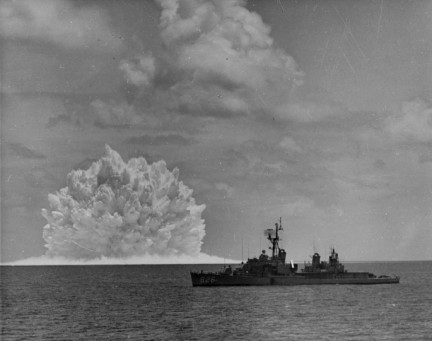
対潜兵器。核搭載アスロックの爆発シーン。手前の艦は駆逐艦アガーホルム（1962年）

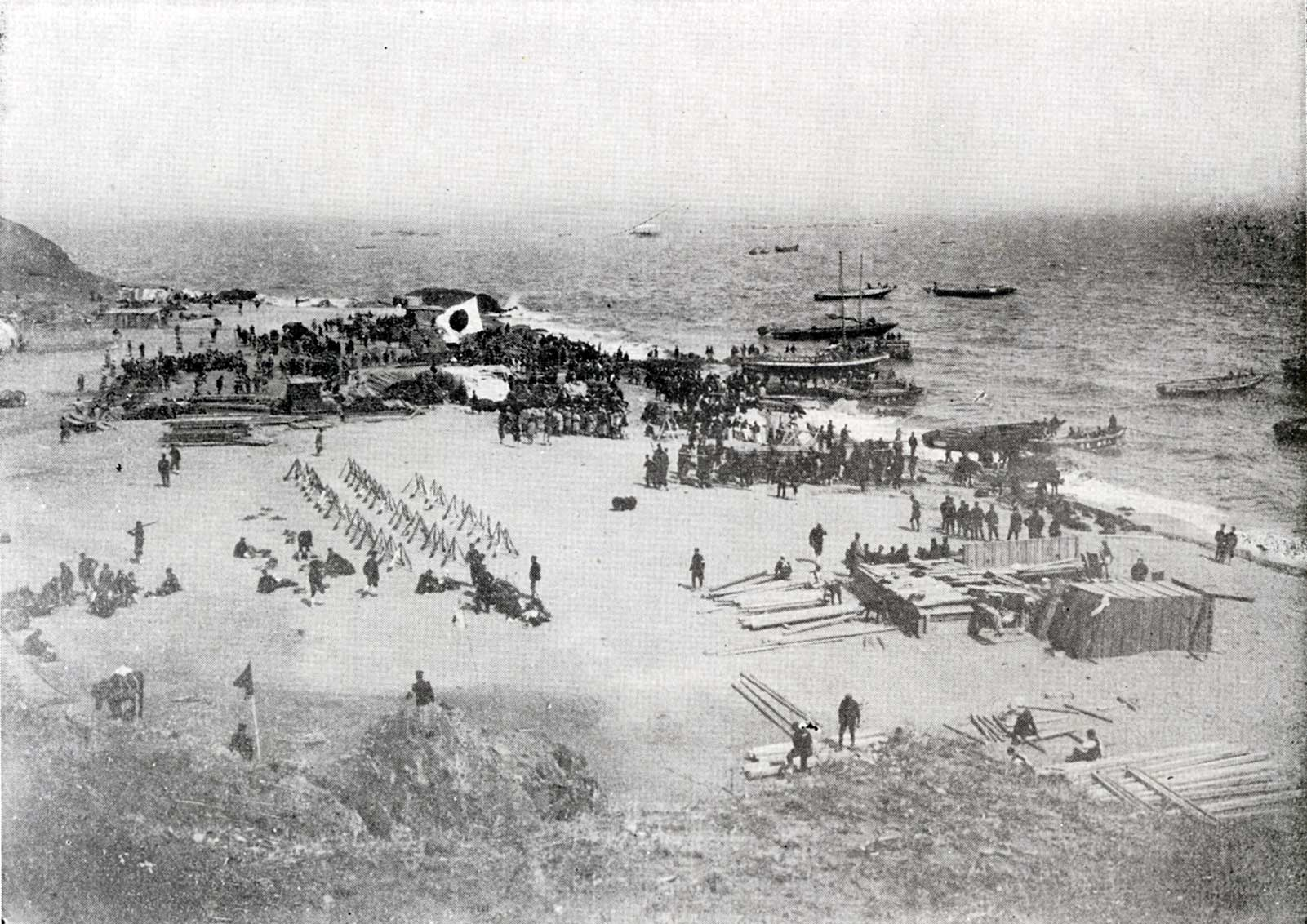
南山の戦い。石に於ける陸兵上陸の図。海軍軍令部（1909年11月25日）

対水上戦
対水上戦とは、巡洋艦や駆逐艦などの水上艦艇同士により行われる最も伝統的な海戦の形態である。古代では移乗攻撃や体当たり攻撃により行われ、艦砲の発達により遠距離での砲撃戦が主役となり、魚雷や艦対艦ミサイルの誕生により複雑化した。
現代では、かつてのような純粋な水上戦ではなく、しばしば潜水艦や航空機も介入する複雑な戦闘形態となってきている。そのため、現代の水上艦艇は、対空・対潜・対艦の武装がシステム的に運用できるように搭載されることが重要となっている。

洋上航空戦
海戦としての洋上航空戦は、航空機により水上艦艇を撃破しようとして行われる戦闘である。対空戦は、水上艦艇側が航空機から身を守り撃退しようとする戦闘で、現代では各種の対艦ミサイルに対応する戦闘も含まれている。
爆弾や魚雷を積んだ航空機は第二次世界大戦頃から水上艦艇に対して大きな威力を持つようになってきた。また、対艦ミサイルはその高速性や低空飛行能力から撃墜が非常に難しく、射程距離の延長や運搬手段である潜水艦や航空機の性能向上もあって対応が難しい。
機動部隊による対空戦では、艦載対空レーダーだけでなく早期警戒機を用いての経空脅威の発見、電子戦による対艦ミサイルの妨害、艦上戦闘機やイージス艦などの防空艦艇による重層的な迎撃が行われる。
潜水艦戦
潜水艦戦は潜水艦により行われる敵艦船に対する攻撃であり、対潜戦闘は潜水艦に対応する戦闘である。水中を航行する潜水艦は目視やレーダーによる発見ができない隠密性があり、水上艦艇に対する戦闘とは異なった特質がある。
潜水艦の発見のためには、水上艦艇に備えたソナーや対潜哨戒機、海底に設置されている固定音響探知システムなどさまざまな手段で情報を収集し、それらの情報を総合的に分析することが必要となる。また、近年の潜水艦は優れた水中機動力を有するため、攻撃する際にも水上艦艇では逆襲される危険がある。対潜哨戒機は有力な対潜戦闘の手段であるが、艦艇に比べると長時間にわたる捜索活動が困難である。水上艦艇に対潜ヘリコプターを搭載し、水上艦と航空機が協力して捜索・攻撃する運用が有力な対潜戦闘手段となっている。
潜水艦の側は、その優れた隠密性を生かし、海上封鎖を突破して敵国の海上支配を脅かす手段となりうる。特に2度の世界大戦では通商破壊に従事することで猛威をふるった。潜水艦発射弾道ミサイルの発達により、戦略核兵器を積んだ弾道ミサイル潜水艦の存在も核戦略上で極めて重要な存在となっており、その保護と撃破も現代の潜水艦を巡る戦闘では問題となる。
水陸両用作戦
水陸両用作戦あるいは上陸戦とは、敵の支配下にある沿海地域に対して陸戦部隊を上陸させることを目的とした作戦である。大規模な部隊を上陸させる戦略的上陸作戦と、小規模な特殊部隊を秘密裏に上陸させるコマンド作戦の二種に大きく分類される。
水陸両用作戦における海上部隊の役割は、陸戦部隊を乗せた船を護衛して洋上での被害を防ぎ安全に海岸まで輸送し、速やかに海岸に上陸させることと、艦砲射撃や電子戦により敵の陸戦部隊の抵抗を排除・妨害することが求められる。そのために、揚陸艦や上陸用舟艇、輸送用ヘリコプターなど海上における戦闘とは別の種類の兵器が必要となる。
水陸両用作戦を迎える相手方の海上部隊は、水上艦艇や潜水艦などを使って相手の上陸部隊を洋上で撃破、阻止しようと試みることになる。
海上護衛戦（通商破壊）
通商破壊は、相手国のシーレーンを脅かす海上戦略である。艦艇や航空機、機雷などを活用して相手国の商船を攻撃する。こうした通商破壊への対処や海上兵站線の保護のため行われるのが、海上護衛戦である。
海上護衛のための手法は直接護衛と間接護衛の2形態に分類される。直接護衛は、出発から到着まで水上艦艇などを護衛対象船に随伴させて敵部隊を逐次排除しながら航行する方式で、歴史的には特に護送船団の形式で運用されることが多かった。
間接護衛は、海峡などの敵艦艇侵入経路に機雷を敷設したり、航路周辺の哨戒を行うことで対象船の安全を確保する。
機雷戦
敵の海上利用の妨害を狙って敵地に機雷を設置する攻勢的機雷戦と、自国の海上交通保護や海岸防御のために自軍領域に機雷を敷設する守勢的機雷戦がある。
機雷が設置されれば、海上戦力の運用が大幅に制限され、最悪の場合は船舶が沈没するなどの被害が出る場合がある。故に敵の機雷を無力化することを目的とした掃海が必要となり、近年ではヘリコプターや掃海艇がこの任務にあたる。

## 戦略

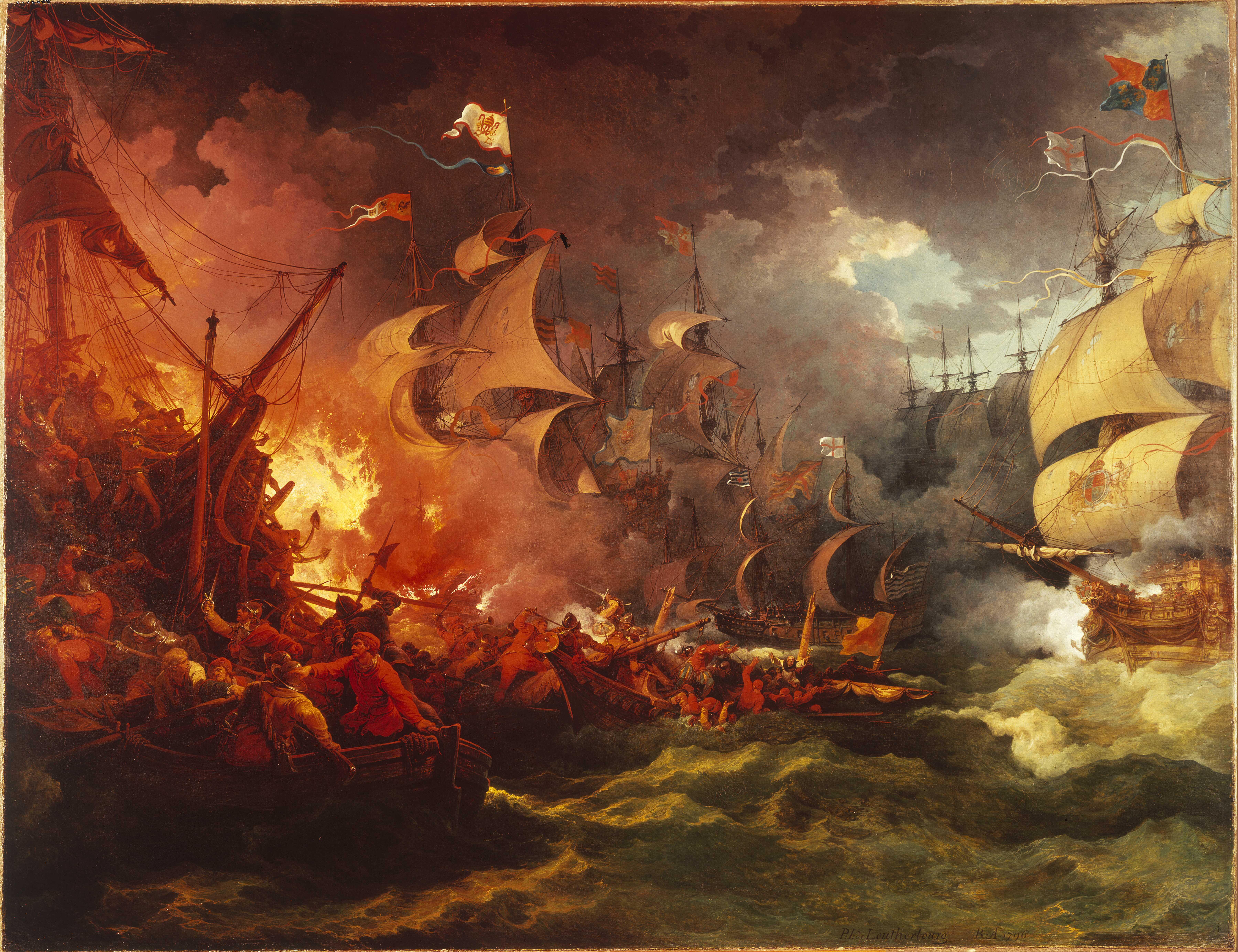
アルマダの海戦を描いた『無敵艦隊の敗北』（1797年）

戦術は、兵器の改良や通信手段の発達に応じて工夫されてきた。
軍艦を横一列に並べた横陣は、体当たり攻撃に適した水上戦の戦術として使用された。古代から中世のガレー船による海戦においては、体当たり攻撃や移乗攻撃が主要害敵手段であったことや、通信手段が未発達で複雑な艦隊運動は困難だったことから、横陣が多用された。近代になって装甲艦対策として体当たり攻撃が復活した際にも横陣に近い傘形陣が復活し、普墺戦争のリッサ海戦でオーストリア＝ハンガリー帝国海軍が成功を収めた。敵の待ち伏せが予期される場合に、本隊の前方に警戒艦を横陣または傘形陣で配置するスクリーンとしての用法も行われる。
単縦陣は、艦隊を進行方向一列に並べた陣形である。針路変更による味方艦同士の衝突の危険が小さく、旗艦を先頭として行動を真似させたり、旗りゅう信号によったりすれば指揮も比較的容易で、横陣よりも自由な艦隊運動が行いやすい。単縦陣で側方に敵艦隊がいるような態勢になれば、艦首尾砲と片舷の舷側砲が全て使えるため砲撃戦で攻撃力を発揮する。体当たり攻撃には不向きである。16世紀に砲撃が水上戦闘の主流となる中、アルマダの海戦や英蘭戦争でイギリス海軍が採用した。以後、砲撃戦における基本的な陣形として世界的に使用された。
単縦陣で敵艦隊の針路を横切り、両軍艦隊が「丁」の字に交差するよう運動するのが丁字戦法である。丁字の位置関係になれば、自軍の艦艇は単縦陣の効果で多数の砲を利用できる一方、敵艦隊は艦首方向の砲しか使用できず、有利な状況から攻撃できる。この一方的な状況を作り出すために艦隊運動の研究が進んだ。トラファルガーの海戦において、ホレーショ・ネルソン提督がスペイン・フランス連合艦隊に対してネルソン・タッチと呼ばれる艦隊運動により、敵艦隊を分断して丁字の状況を作り出した。日本海海戦では、日本艦隊は東郷ターンによりこの陣形を築くことに成功して一方的な勝利を得た。
輪形陣は、防御したい艦船を中心にして、円を描くように周囲に護衛艦艇を配置した隊形である。潜水艦や航空機に対する防御に用いられる。現代の空母打撃群ではかつての輪形陣のような多数の直衛艦を配置する形式ではないものの、航空母艦を中心に、直衛艦だけでなく前路哨戒の潜水艦や航空機を配置した、巨大で複合的な防御陣形が構成される。

## 歴史

### 大航海時代以前

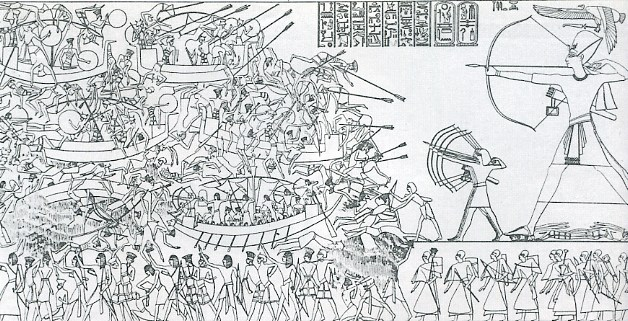
デルタの戦い。画像はこの戦いで「海の民」と戦うエジプト第20王朝のファラオ・ラムセス3世（メディネト・ハブのラムセス3世葬祭殿の浮き彫り）（紀元前12世紀）

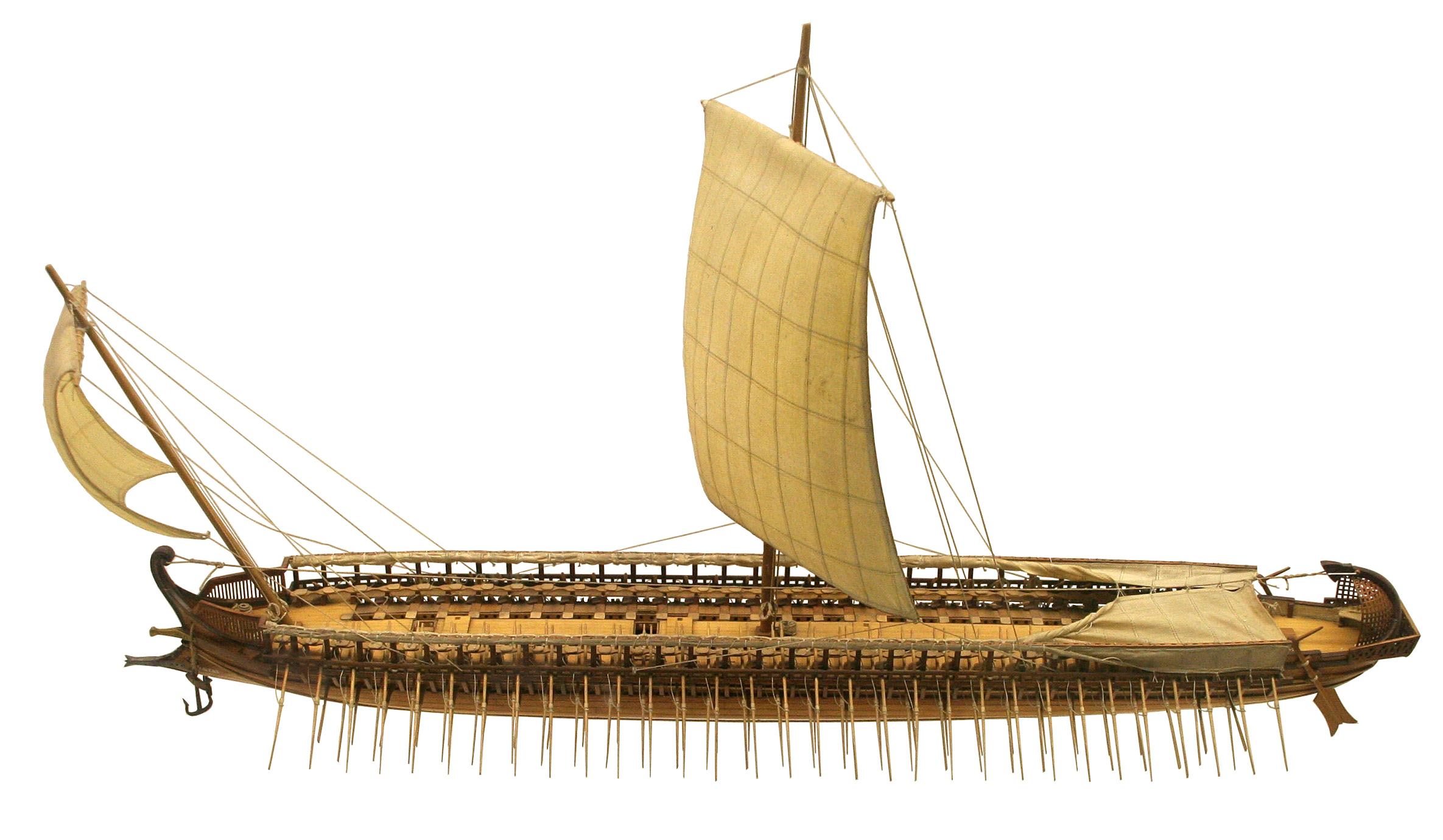
古代ギリシアの三段櫂船（紀元前5世紀）

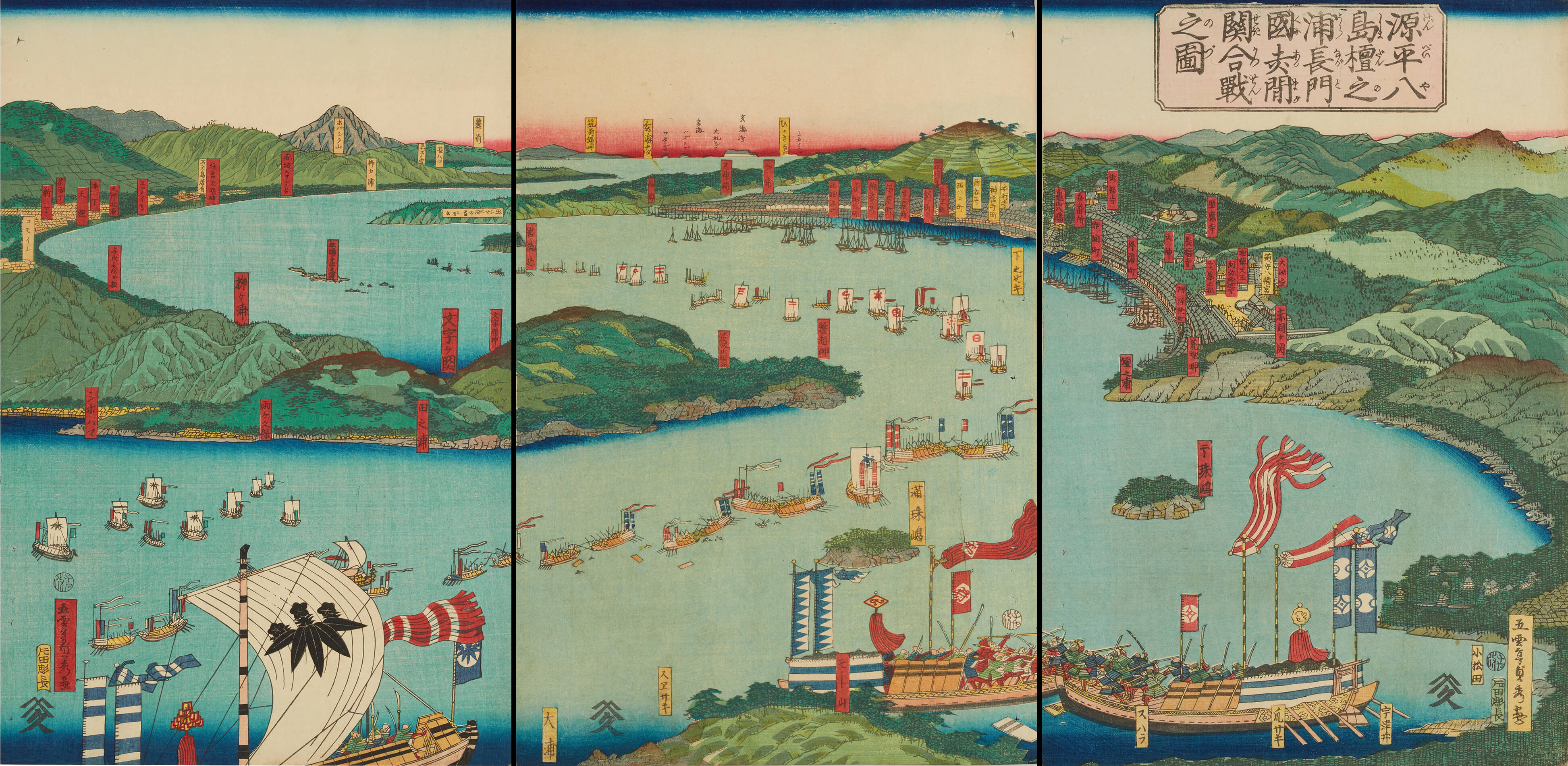
壇ノ浦の戦い（1185年）

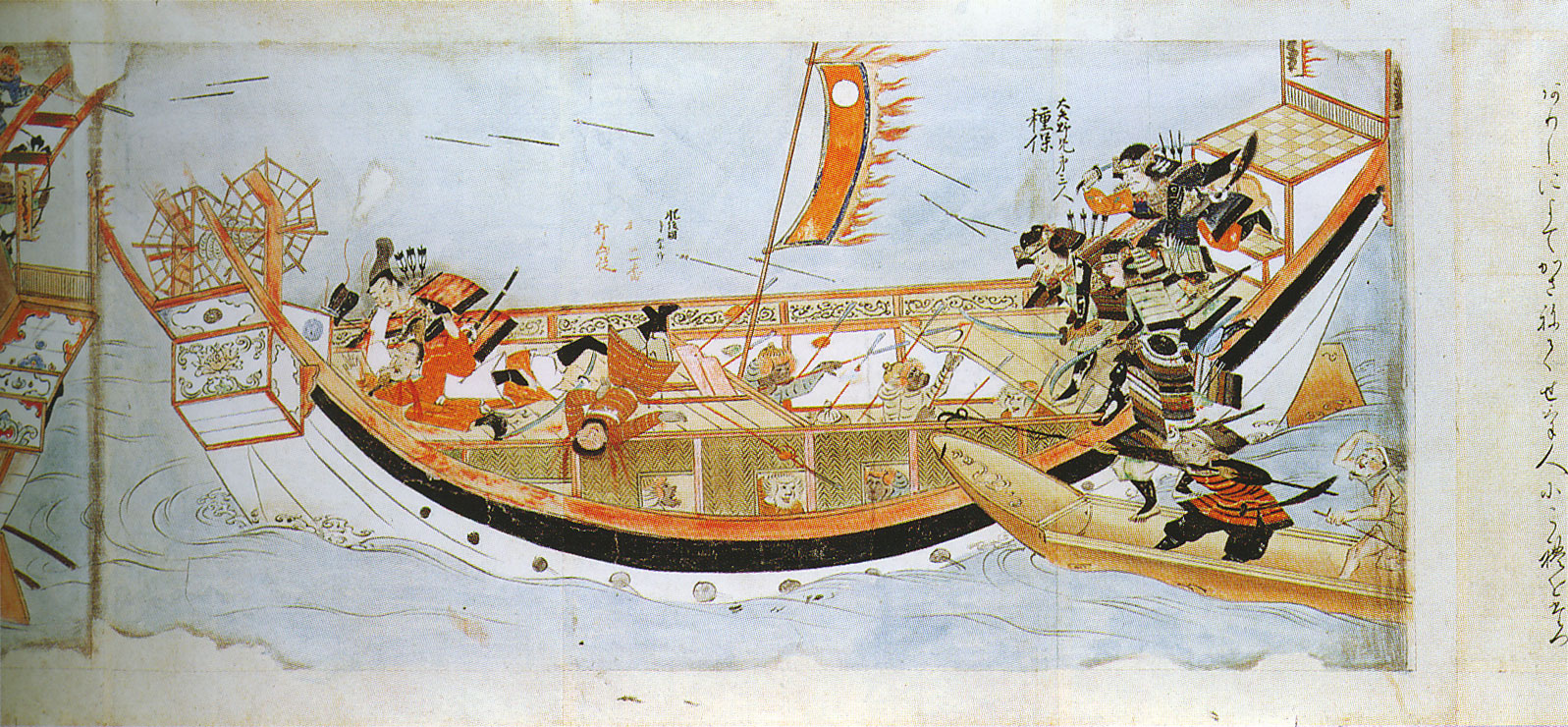
元寇（1274年と1281年）。『蒙古襲来絵詞』から、元・高麗軍に白兵攻撃を仕掛ける日本軍。左端で首を取っている武士は竹崎季長

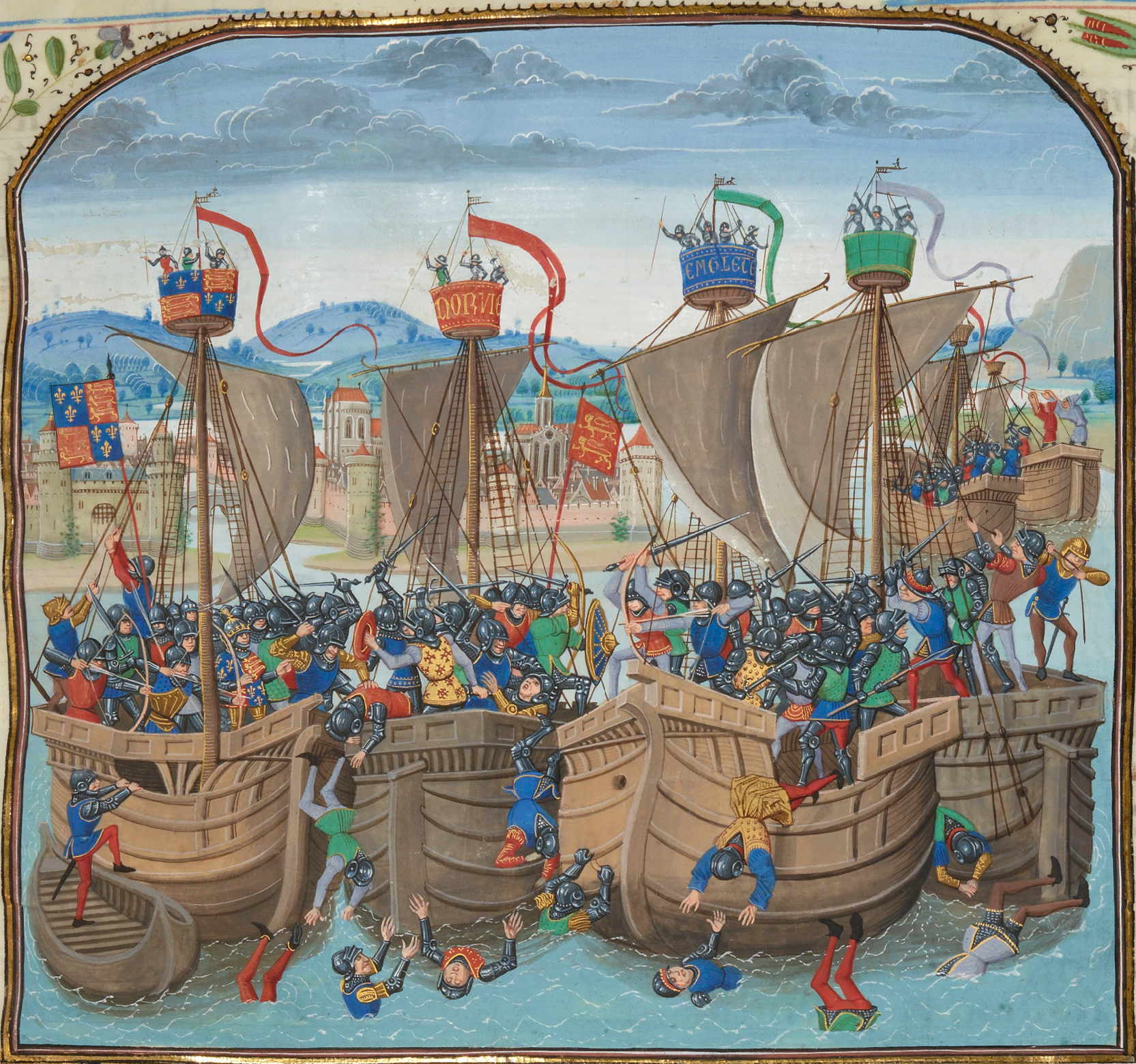
スロイスの海戦（ジャン・フロワッサールの年代記の挿絵（細密画）（1340年）

海軍は古代の地中海で生まれたと考えられている。これは、中国などはあくまで陸上での戦闘が中心であったのに対し、ヨーロッパ周辺では地中海を舞台とした海上交易が早くから始まったため、その制海権を確保することが重要だったことに起因する。紀元前15世紀からフェニキアが地中海を制し、その後古代ギリシアの海軍が地中海を制した。古代の海戦はガレー船が中心で、船上に控えた兵士が弓や剣で敵船へ斬り込んで戦闘を行った。紀元前1178年頃 - 古代エジプト王ラムセス3世がデルタの戦いで「海の民」連合軍に勝利する。
紀元前480年、サラミスの海戦で三段櫂船を擁しテミストクレス率いるギリシア艦隊が艦数で勝るペルシア艦隊を撃破した。紀元前31年のアクティウムの海戦では、ローマ艦隊がアントニウス率いるカタパルトを装備したエジプト艦船に対して火矢と火壺を投擲して勝利を収めている。
1538年、プレヴェザの海戦でオスマン帝国が宿敵のアンドレア・ドーリア軍（スペイン）を撃破し地中海を制圧。スペイン勢力を地中海から締め出しイスラム教徒が覇権を確立する。1571年に起きたレパントの海戦はガレー船同士の海戦の頂点であり、ガレアス船の投入など艦載砲も使用されたが、依然として接舷しての移乗攻撃が決定的な役割を果たした。

#### 日本
鎌倉市の洗馬谷横穴墓群には日本で最古と思われる船戦（ふないくさ）の線刻が残されている。その図からは弓と盾で武装した1 - 2名乗りの小型の丸木舟を使った集団による襲撃という、古墳時代の海戦の様子が読み取れる。古墳時代の日本では準構造船の埴輪や遺物が出土しており、そうした大型船も集団戦に使用されたと考えられる。663年の白村江の戦いでは日本から1000隻の水軍が派遣され、唐の水軍と記録上初めての海戦を行い壊滅的な損害を受けた。『日本書紀』によると、「日本の諸将と百済の王と気象を観ずして」、「唐の軍船にはさまれ、囲まれてしまった」と記述があり、この気象が風向きか潮流かは不明だが、軽視したために不利な戦闘におちいったことがわかる。
その後、武家政権時代においても水軍が広く応用され、壇ノ浦の戦い、厳島の戦いなどは両軍の勝敗を決する役割を果たしている。『保元物語』の海戦の一場面で、「昔は矢一つにて、鎧武者2人を射通しけり。今は舟を射て（沈没させて）、多く人をぞ殺しける」とあり、12世紀末に「技から戦法に移行した」ことがうかがえる記述がみられる。舟戦においても重たい物の具＝甲冑を身につけていた舟武者はそのまま沈み、身軽い者だけは泳いで友軍の舟に助けられたと記され、矢で穴があいて沈没した友軍の舟を観て、一端弓の射程外まで距離をおき、「舟底に鎧を重ねて置くべきか、盾を重ねて打ちつけるべきか」といった議論がなされていることからも、舟底の厚みが強弓に対抗できるものでなかったことがわかる。諸本によって記述が異なり、「500余騎20艘」の方では、300人乗りの大船を一矢で沈めたことになっているが、古写本では、「500余人100余艘」とのみ記述されている。
『平家物語』において、屋島の戦い時、平教経が「船軍（ふないくさ）にはそれなりの様がある」といって、通常の鎧直垂をつけず（水につかると動き難くなるためか）、下着に鎧を着ただけで太刀より長い大太刀と弓矢を用いたと記されており、それなりに戦法は確立していたと見られるが、陸戦の延長戦上にあり、鞍を載せた馬を船に乗せたり、鎧もない非戦闘員を漕ぎ手に用いた。平家方は雑兵を乗せた目立つ大型な唐船を囮にして源氏方をおびき寄せようとするが、友軍の寝返りで形成が逆転し（裏切りによる作戦漏れ）、囮作戦は失敗している（従って、源平期においても大型船は登場している）。『蒙古襲来絵詞』には、船の片側に陸用の置盾を並べた絵が描かれているが、盾の下部が水面に当たり、盾を立てる際は航行に問題が生じたとみられる（陸楯によって機動性が損なわれていた）。源平期における軍船は200石積級くらいと想定されている。
日本の中世後半は、錨は鎖ではなく、綱でつないであったため、それが弱点となり、厳島の戦いでは、鎌槍を用いて、敵船の錨綱を切り、混乱したところを火矢船と焙烙船で攻めた例がある。また大船は錨も大きく、一度降ろすとすぐには動けないという弱点があったが、前近代の兵法では大船の周囲に複数の小船を配置して、大船とつなぎ、小船の方に錨を降ろさせて固定した。このことは上泉信綱伝の『訓閲集』（大江家兵法書を戦国風に改めた兵書）巻四・戦法「船戦」の項に記述されている。大船が嵐などでどうしても碇を降ろさなければならず、すぐ動かなければならない時は、自ら碇綱を切る場合もあるため、複数、綱と碇を用意するよう『訓閲集』には記されており、大船の機動性確保のため、あえて鎖を用いなかったことがわかる。戦国期に火矢と鉄砲による攻撃が盛んになったため、『訓閲集』「船戦」の項には防備がいくつか記されており、一部を挙げると「大将船の幕は水に浸かるほど長く下げるべし。腰板の幅通りには鉄の網の幕を張り、その内にまた幕を一重にし、三重にする。上の方は何れも銅鉄の網を張り、火矢を防ぐべし」「鉄砲を防ぐため、幕より内に一重竹垣（竹束）をして、またその内に幕一重張るべし」「物見船も楠板にて鉄砲の通らざる厚さにして（略）」とある。『小田原北条記』巻七においても関船に防弾を意識した造りの記述が見られる他、『信長公記』でも九鬼水軍が防弾を意識して、囲船（かこいふね）と呼ばれる竹束で覆った軍船を使用した記述がある。

### 大航海時代

スペインのガレオンとオランダの軍艦（1618〜1620年）

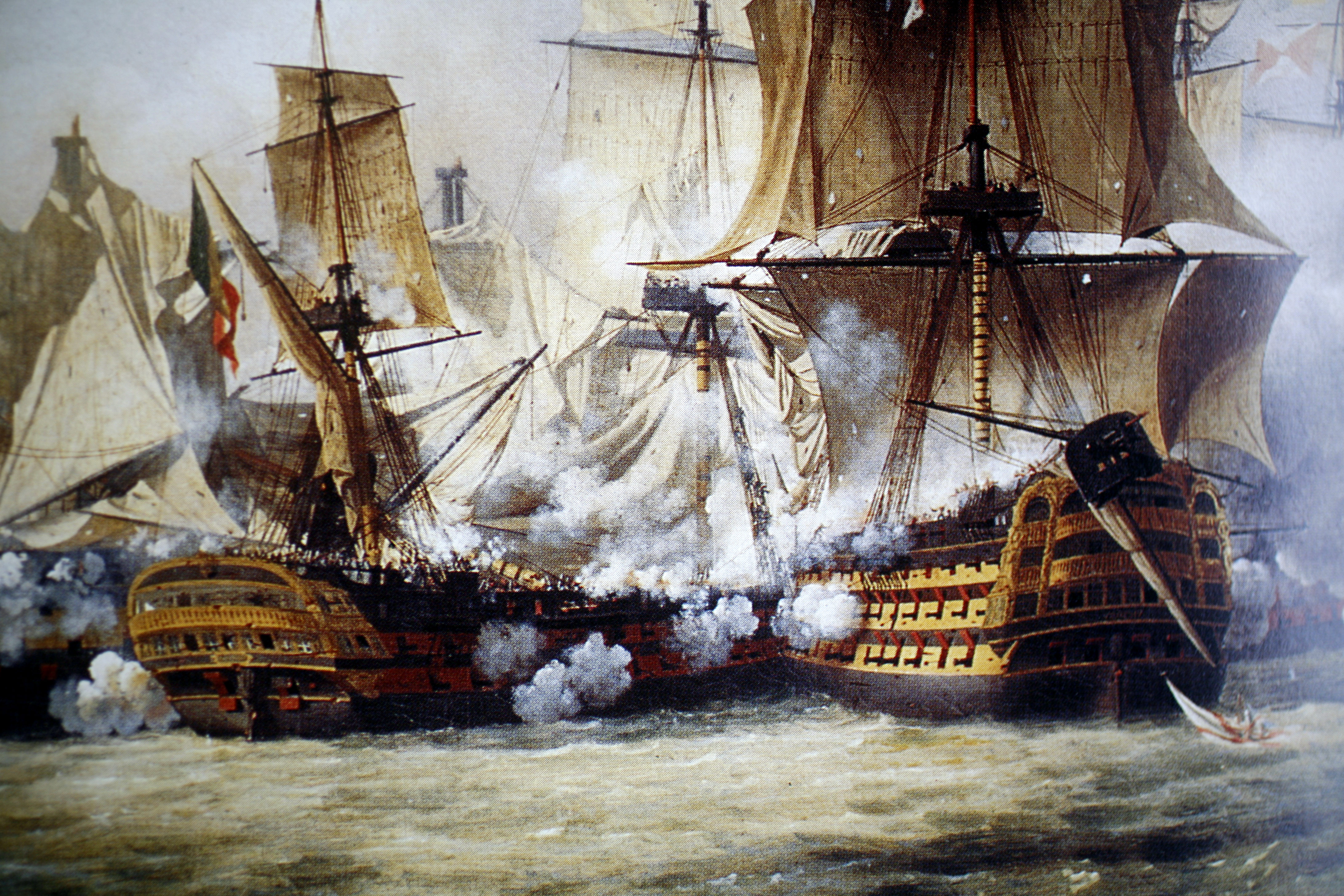
トラファルガーの海戦（1806年）

15世紀に入り、大航海時代になると外洋航海技術が大きく発展した。軍艦も、漕ぎ手が必要なく、複数の甲板をもち、複数の大砲を並べたガレオン船が登場した。これにより海戦は片舷からの大砲の一斉射撃により勝敗を決するように変化を始める。まだ当時の大砲の弾丸は実体弾であり、命中しても爆発はしなかった。木造帆船が主であり、200メートルから400メートルに接近して砲弾を打ち合い敵艦の甲板上の大砲を破壊し攻撃力を奪い、帆装を破壊し操船不能にすることが主であった。舷側水線部を破壊し浸水沈没に至らせることは容易ではなかった。
16世紀には、ガレー船とガレオン船の交戦などを通して、次第に砲撃戦が海戦で重要な地位を占めるようになった。1545年8月15日にイギリス海峡で発生した海戦では、大型艦載砲装備のイギリス軍ガレオン船2隻が、フランスのガレー船団を粉砕した。1587年のイギリス艦隊のカディス攻撃（en）でも、迎撃したスペインガレー船団はイギリス側の丁字戦法の前に大敗。翌年のアルマダの海戦で、スペイン艦隊のガレー船やガレアス船は主戦力とならず、ガレオン船同士での砲撃戦でも長射程砲を多く備えたイギリス艦隊が終始優勢であった。スペイン艦隊は伝統的な移乗攻撃を意図していたが、運動性に優れたイギリス艦に接舷できなかった。ただし、この時代の艦載砲の対艦攻撃力は依然として限定的なことも否めず、戦闘で撃沈されたスペイン艦はわずかであった。
17世紀に入ると、100門を超える砲数を持つガレオン船も現れ、また集中砲火を効果的に行うための艦隊運動の研究が進んだ。1653年のポートランド沖海戦ではイギリス艦隊が丁字戦法を成功させ、オランダ（ネーデルラント連邦共和国）海軍を撃破した。この戦いは、海戦で艦隊陣形を作らなければ勝利できないという教訓を与えた。単縦陣を組んだ戦列での戦闘が常識となり、主力艦などと呼ばれた大型の軍用ガレオン船は、戦列艦と呼ばれるようになった。1714年、ハンゲの海戦でロシア・ツァーリ国（後のロシア帝国）はスウェーデンに勝利し、バルト海の制海権を奪った。1805年、トラファルガーの海戦でネルソン提督率いるイギリス艦隊がフランス艦隊に勝利し、イギリスが世界の海の制海権を握った。

### 大艦巨砲主義

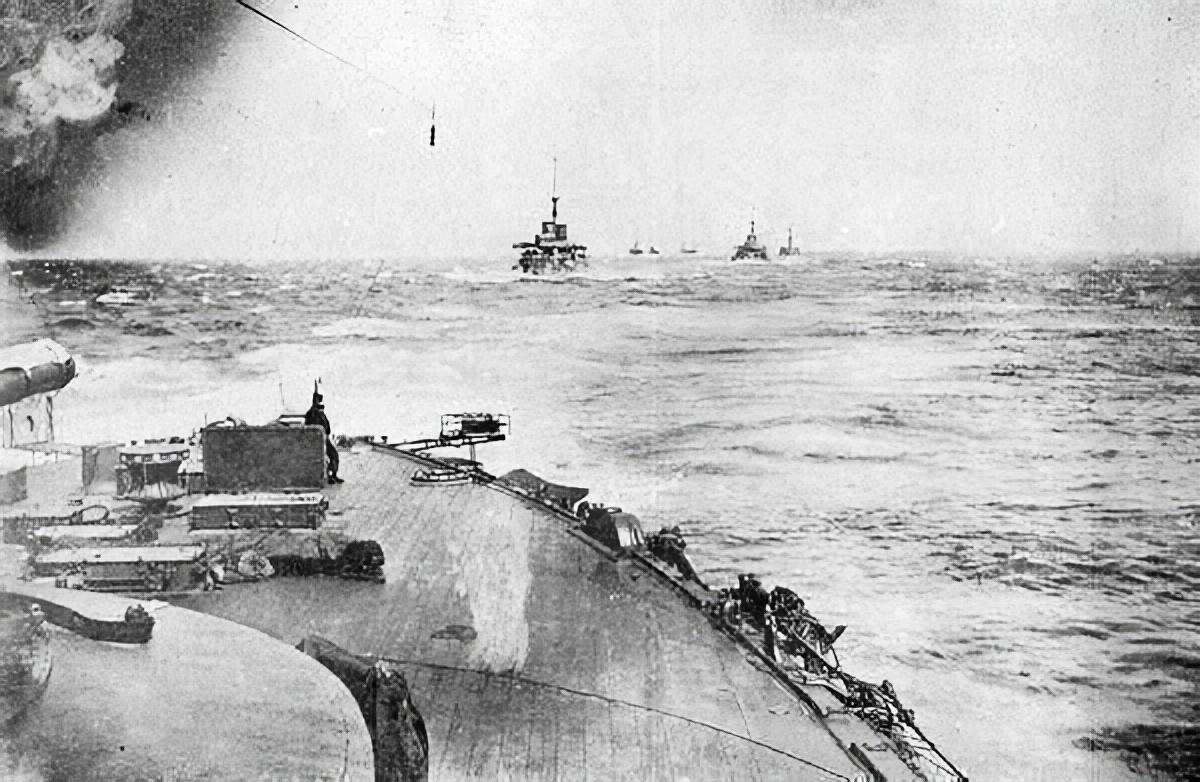
日本海海戦。1905年5月27日早朝、バルチック艦隊との決戦に出撃する連合艦隊（「朝日」艦上より）

古くは欧米において戦争といえば、陸戦のことであった。政府内に戦争大臣（戦争長官、陸戦大臣）が置かれたが、海軍の仕事は戦争とは別で、政治的に補助的・副次的にすぎないとして序列区別がついており、海軍大臣は格下の閣僚に過ぎなかった。海軍力や海洋支配も強国の存立を左右する死活問題とされたのは、19世紀後半、アルフレッド・セイヤー・マハン、J・S・コルベット、ハルフォード・マッキンダーらによって海洋戦略を陸戦と同格に研究しなければならないという主張が起こり、列強がそれを受容してからである。
その後、大砲の射程が1,000mを越えるようになると、艦隊運動で優位な陣形を組織し、集中火砲を浴びせることで、敵艦を撃沈する戦法が主流となった。19世紀に入ると、蒸気船が登場し、さらにスクリューが発明されて推進力が大きく向上した。大砲も砲弾が炸薬弾になり命中精度や射程が大きく向上、それにあわせて軍艦も防御力向上のため装甲艦が登場し、船体の材質も鉄船、鋼船へと進化を続けた。船の舷側にあった大砲は、旋回可能な砲塔に装備され、艦の中心線に並べられるようになった。19世紀後半には、戦艦、巡洋艦など近代的な役割分担がなされ、主力艦による砲撃戦が海軍の戦略の中心となった。大艦巨砲主義の始まりである。
1905年の日本海海戦では、日本海軍の連合艦隊がロシア帝国のバルチック艦隊を圧倒。各国海軍の大艦巨砲主義はさらに進んだ。第一次世界大戦でのユトランド沖海戦では、英独両艦隊による超ド級戦艦同士の史上最大そして最後の艦隊戦闘が行われた。この海戦ではイギリス側の消耗が大きかったが、ドイツ海軍は北海内に封鎖され戦略的には失敗。また第一次世界大戦では航空機と潜水艦（Uボート）が登場し、特にドイツの潜水艦による通商破壊戦は、イギリスを十分に苦しめ大艦巨砲主義の終焉も見えてくる。
それでも第一次世界大戦後、ワシントン軍縮会議を挟んだ一時期、各国の戦艦建造競争は緩和した。しかし各国の海軍は艦隊による制海権の維持を疑わず、条約が無効化した後も建造競争は行われ戦艦の大型化は進んだ。

### 第二次世界大戦

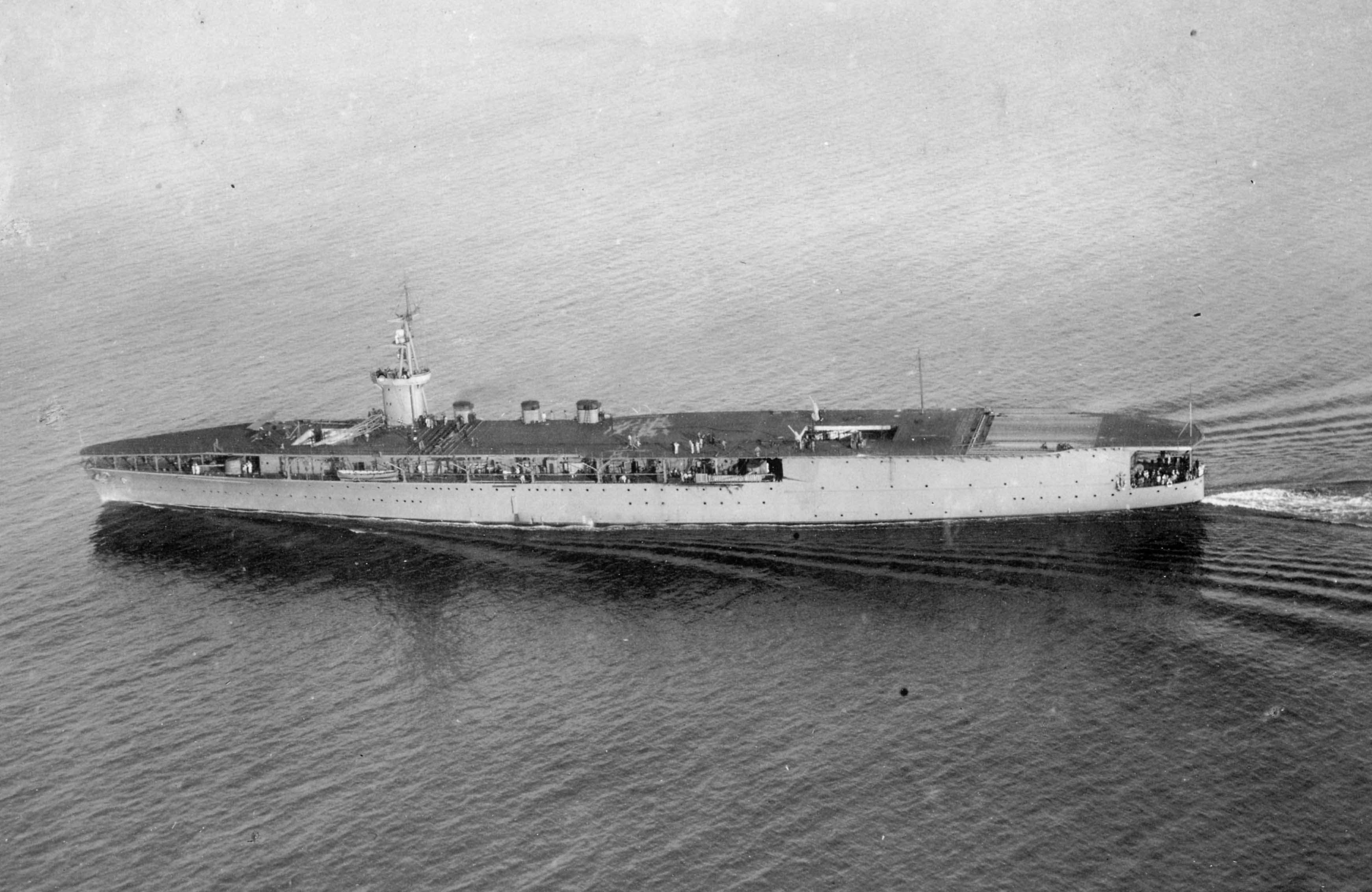
鳳翔は日本海軍初の航空母艦

鳳翔（ほうしょう）は、日本海軍初の航空母艦。起工時から航空母艦として設計されて完成した世界初の新造空母。鳳翔は第一次上海事変で出撃（1932年）。日中戦争（1937年）とミッドウェー海戦（1942年） に参加。
1941年の真珠湾攻撃は、航空母艦（空母）と艦載機戦力の集中運用による戦闘の有効性を示した。さらにマレー沖海戦でイギリスの戦艦「プリンス・オブ・ウェールズ」と「レパルス」が撃沈されたことで、洋上にある艦隊への航空攻撃の有効性も示された。以後、制空権の獲得維持が海上戦闘の優位を決め、戦艦を主戦力とする大艦巨砲主義の時代は終わった。1942年の珊瑚海海戦では、史上初の空母同士の海戦が行われた。この戦いでは日本海軍が優勢であったが、航空機による海戦は索敵能力と航空機動部隊のシステム運用が重要となり、以降の海戦はアメリカ海軍の優位で推移した。

### 第二次世界大戦以降

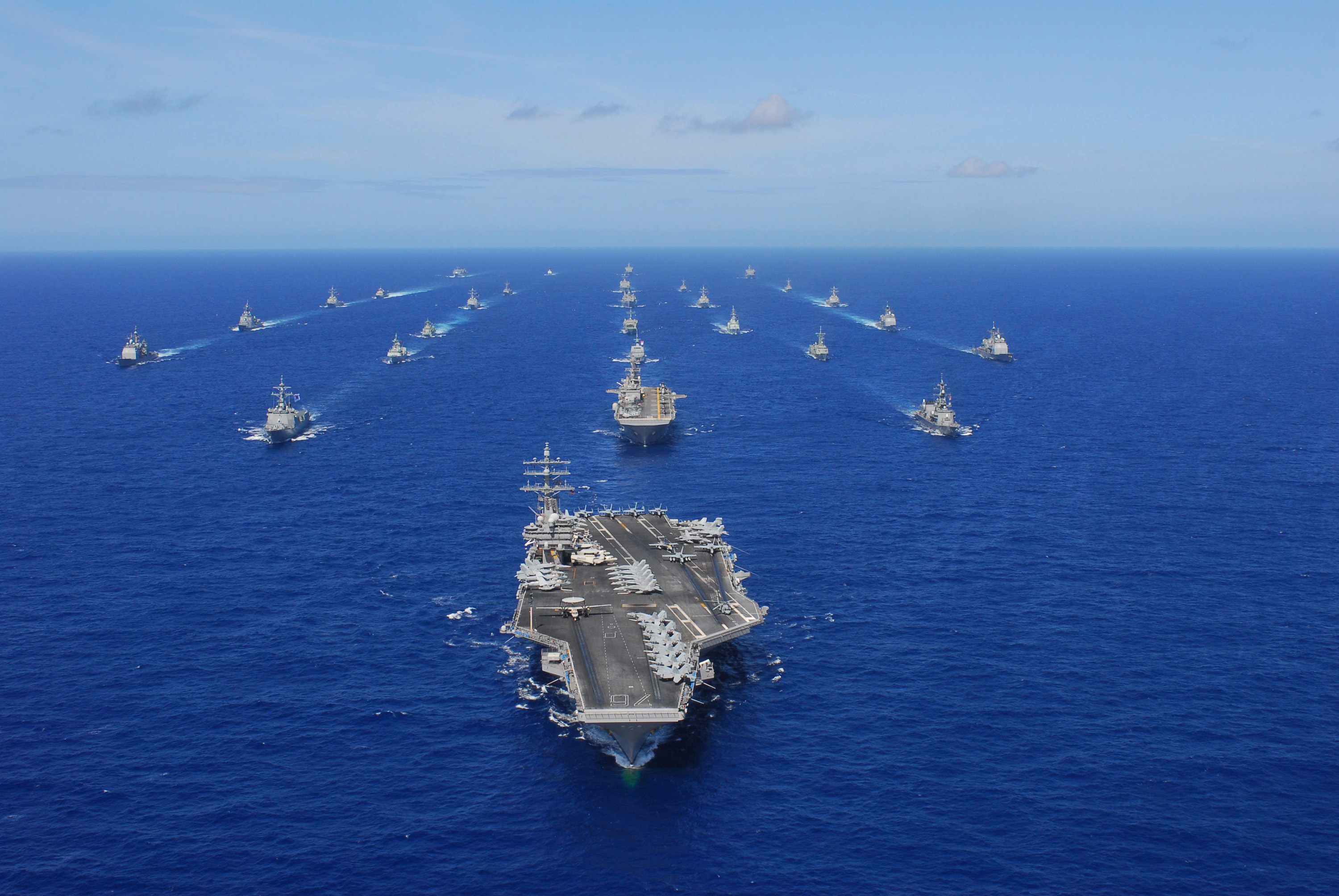
環太平洋合同演習（RIMPAC 2010年）

第二次世界大戦後は、航空機やミサイルが発達し、原子力空母や原子力潜水艦が登場。陸海空のシステム運用がより重視されるようになった。1982年のフォークランド紛争では、アルゼンチン軍はフランスから導入したエグゾセ対艦ミサイルによる攻撃を行い、イギリス海軍の駆逐艦「シェフィールド」、輸送艦「アトランチックコンベイヤー」を撃沈するという成果をあげ、世界の海軍関係者に衝撃を与えた。この結果、対艦ミサイルの威力が広く認識され、CIWS等が殆どの艦に配備されるようになった。
イラン・イラク戦争においては、海軍力で劣勢だったイラクが前掲のフォークランド紛争において名を高めたエグゾセを主に航空機（シュペル・エタンダール攻撃機、ミラージュF1戦闘攻撃機、シュペル・フルロン対潜ヘリコプター）から使用したのに対し、イラン革命後の将兵の粛清や脱走、部品供給の断絶で十分に機能しないイラン海軍を補助する形で、イラン革命防衛隊が機関砲やロケットランチャー、対戦車ミサイルなどで武装した小型高速ボートを投入した。また、実態は不明だが自爆攻撃用の高速ボートも出現していた。
いずれも双方へ向かうタンカーや貨物船を標的にした通商破壊戦であったが、特に後者はそれまで現代ではほとんど考えられていなかった「海上ゲリラ／テロ」という概念を復活させ、時として省略される事もあった近接防衛用の手動式の機銃を大型艦艇にも再導入させる事となった。
また、戦場となったペルシャ湾は水深が浅く、海流や水温も複雑な事から機雷戦には有利であり、双方海軍力が貧弱な事から好んで機雷敷設を行なった。これらは湾岸戦争・イラク戦争を経て沿岸における海上作戦を再考させる材料となった。

## 関連作品
歴史ゲーム
- コマンドマガジン日本版第51号「デストロイヤー・キャプテン」国際通信社
- コマンドマガジン日本版第43号「スパルタクス(I am Spartacus)」・「戦艦の戦いLite」国際通信社